# Велиферовые
Велиферовые, или вееровые (лат. Veliferidae) — семейство лучепёрых рыб отряда опахообразных.
Распространены в Индийском океане, в западной и центральной частях Тихого океана. В отличие от большинства представителей отряда, обитают на континентальном шельфе обычно на глубине не более 100 м.
Тело высокое, сжатое с боков. Спинной и анальный плавники длинные и высокие. В спинном плавнике до 22 жёстких лучей и до 34 мягких лучей. В анальном плавнике до 18 жёстких и 25 мягких лучей. Характерной особенностью представителей семейства является способность втягивать передние лучи спинного и анального плавников в специальные углубления. В брюшном плавнике 8—9 лучей. Плавательный пузырь раздвоен на конце, длинный, заходит за анальное отверстие. Позвонков 33—34.
Максимальная длина тела 40 см.
В состав семейства включают два монотипических рода:
- Род Metavelifer Walters, 1960
  - Metavelifer multiradiatus (Regan, 1907)
- Род Velifer Temminck & Schlegel, 1850
  - Velifer hypselopterus Bleeker, 1879

Известны также вымершие виды:
- † Род Nardovelifer C. Sorbini & L. Sorbini, 1999
  - † Nardovelifer altipinnis C. Sorbini & L. Sorbini, 1999 — верхний мел Италии
- † Род Veronavelifer Bannikov, 1990
  - † Veronavelifer sorbinii Bannikov, 1990 — эоцен Италии